# おせんころがし殺人事件
おせんころがし殺人事件（おせんころがしさつじんじけん）は、1951年（昭和26年）10月11日に千葉県安房郡小湊町（現：鴨川市）にある断崖、通称「おせんころがし」で起こった殺人事件である。
母親が1人の男に強姦され、母子3人が殺害された。また、この事件の同一犯人の起こした合計7人の連続殺人事件の通称でもある。

## 事件の概要
この事件の犯人であるKは、秋田県雄勝郡新成村（現：羽後町）の極貧家庭に12人兄弟の三男として生まれた。川漁師だったKの父親は病弱だったため母親が家計を支えていたが、典型的な「貧乏人の子沢山」で、Kは両親から放置されながら成長した。さらに夜尿症が小学校就学期になっても直らず、学校では尿臭が原因でいじめに遭っていた。小学校を3年生で中退し、農家に下男として奉公するものの、やはり夜尿症が原因で嫌われて追い出され、1年間に10回以上も奉公先を代わらざるを得なかった。19歳だった1945年に徴兵されて弘前の歩兵第31連隊へ入隊するが、ここでも夜尿症が原因でわずか2カ月で除隊となった。この夜尿症は後の死刑執行直前ごろまでKを悩ませ、心身を蝕んでいった。
終戦後は北海道の美唄炭鉱で炭鉱夫となって荒くれ男たちと過酷な肉体労働の日々を過ごし、それまでひ弱で内向的だったKは周囲の男たちと同様の粗暴な荒くれ男となっていた。
1948年（昭和23年）、ヤミ商売のブローカーとして生計を立てていたKは、三角関係のもつれから静岡県において交際女性を殺害した（交際相手2名を殺害したと供述したが立件されたのは1名のみ）。さらに1951年（昭和26年）8月9日、栃木県で子供を寝かしつけようとしていた主婦を強姦しながら絞殺した揚句、屍姦した。10月10日には国鉄（現在のJR東日本）外房線上総興津駅において行商に出たまま行方不明になった夫を探すために偶々同駅に降り立った母子4名を誘い出し、日付が変わった翌日の深夜に長男と長女を断崖絶壁の「おせんころがし」にて投げ落とした挙句、主婦を強姦して背中に背負っていた次女ごと投げ落とした。被害者たちは崖の途中に止まっていたが、Kは被害者達を石で殴打し殺害した。長女だけは隠れていたため奇跡的に生き延びることができた。1952年1月13日、千葉県千葉郡検見川町（現：千葉市花見川区）で主婦と叔母が殺され、主婦は屍姦された。この事件の捜査の際に指紋が検出され、これによってKが割り出されて逮捕された。
まず、1952年1月13日の事件で千葉地裁で1952年8月13日、死刑の判決が下された。1953年12月21日には宇都宮地裁で他の件に関して死刑の判決が下された。一審で2回の死刑判決を受けた初の例であり、のちに警察庁広域重要指定事件113号（勝田清孝事件）が起こるまでは、これは裁判例としては2回の死刑宣告を受けた唯一の例だった。その後、控訴は取り下げ、宮城刑務所仙台拘置支所に押送された。判決後のKは衰弱がひどく、再審を繰り返した。
1956年には死刑を廃止か存続かの問題で国会で論争になった際には、死刑存置論者に「凶悪無比な特殊な極悪人」として挙げられた。
Kは「懺悔録」という手記を書いている。曰く、「女と寝る時は叩いたり、絞めたりすると、とてもいいぞ」と9歳の頃老人に言われたとのことである。K本人はこの書物を売ろうとしたが断られた。
1959年10月14日に宮城刑務所において、Kの死刑が執行された。